# Vleugelspeler
Een vleugelspeler, ook wel buitenspeler, winger of flankenspieler genoemd, is in een teamsport een speler die links of rechts staat op het veld. De term wordt onder andere gebruikt in voetbal, hockey, ijshockey, handbal en rugby.

## Vleugelspeler in het voetbal
Vleugelspelers in de voorhoede (vleugelspitsen) worden met name gebruikt in het 4-3-3 of 3-4-3 systeem, waarin er gespeeld wordt met een linksbuiten, centrumspits en een rechtsbuiten. De vleugelspelers krijgen dan veelal de taak goed voorzetten op de centrumspits te geven en zo nu en dan naar 'binnen' te trekken.
Bekende vleugelspelers zijn Cristiano Ronaldo, Neymar, Gareth Bale en Lionel Messi. Wereldberoemde Nederlandse vleugelspelers zijn Marc Overmars, Arjen Robben, Sjaak Swart, Piet Keizer en Coen Moulijn. Enkele Belgen zijn Eden Hazard, Yannick Carrasco, Jérémy Doku en Dries Mertens.
Vleugelspelers in de verdediging (vleugelverdedigers) hebben veelal als taak de vleugelaanvallers van de tegenpartij te verdedigen.

## Vleugelspeler in het ijshockey
In ijshockey heeft elk team twee vleugelspelers, een left winger en een right winger. deze positie is altijd in de aanval met tussen de twee wingers een Center.
Vaak hebben vleugelspelers meer assists als goals, omdat de puck vaak naar de center wordt gepasst, die in het midden van het ijs staat. 
Bekende wingers zijn: Patrick Kane, Alexander Ovechkin, Nikita Kucherov en Mitch Marner.

## Trivia
- Mathis Bolly uit Ivoorkust wordt al jaren aangeduid als de snelste buitenspeler ter wereld. Mede hierdoor was hij in de voetbal consolegames FIFA 14 en FIFA 15 ook de snelste speler. In FIFA 16 en FIFA 17 deelt hij deze titel met Pierre-Emerick Aubameyang.